# Thalna
Na religião e mitologia etrusca, Thalna era uma figura divina, geralmente, relacionada como a deusa do parto. O gênero, no entanto, não é necessariamente uma característica das deidades etrucas. Thalna é também representado como um homem qualquer, ou parece ser identificado como uma figura masculina por causa da colocação de nomes em torno de uma cena. Suas outras funções incluem a amizade e a profecia. Seu nome pode significar "crescimento, florescimento". Ela aparece na arte etrusca na companhia de Turan, Tinia e Menrva.
Em espelhos de bronze etruscos, Thalna aparece olhando cenas relacionadas ao nascimento e a infância.